# Ampelopsis brevipedunculata
Espèce
Classification phylogénétique
La vigne vierge à fruits bleus (Ampelopsis brevipedunculata) est une plante grimpante ligneuse de la famille des Vitaceae, originaire de Chine du Nord-Est et des régions environnantes. Elle est cultivée comme plante ornementale pour ses raisins aux couleurs remarquables allant du mauve au bleu turquoise, raison pour laquelle elle est dénommée en anglais “porcelain berry”, en français « baie de porcelaine ». Son nom chinois est 东北蛇葡萄 ("dongbei sheputao"), morphologiquement « vigne serpent du nord-est ».

## Synonymes
Selon ITIS :
- (fr + en) ITIS : Ampelopsis heterophylla (Thunb.) Sieb. & Zucc. Non valide
- (fr + en) ITIS : Ampelopsis brevipedunculata var. maximowiczii (Regel) Rehder Non valide

## Description
Cette vigne vierge est une liane vigoureuse, caduque, qui s’accroche aux supports par des vrilles non adhésives (comme les vraies vignes (Vitis) et différemment des vignes vierges du genre Parthenocissus qui possèdent des pelotes adhésives). Les vrilles sont opposées aux feuilles et comportent à 2 ou 3 branches.
Les feuilles alternes, simples, possèdent 3 à 5 lobes plus ou moins profonds et des marges crénelées (avec un petit apicule). L’apex est aigu et la base cordée.
L’inflorescence est une cyme corymbiforme, fixée à l’opposé d’une feuille. La fleur est petite, 5-mère, et porte 5 pétales libres de 0,8 à 1,8 mm, sur un disque bien développé et 5 étamines.
La période de floraison s’étale sur une longue période, d’avril à août.
Le fruit est une baie de 5-8 mm de diamètre qui au cours de la maturation passe par toute une palette de couleurs : du vert au blanc, au rose, lilas, mauve puis bleu porcelaine. Les graines sont dispersées par les oiseaux.

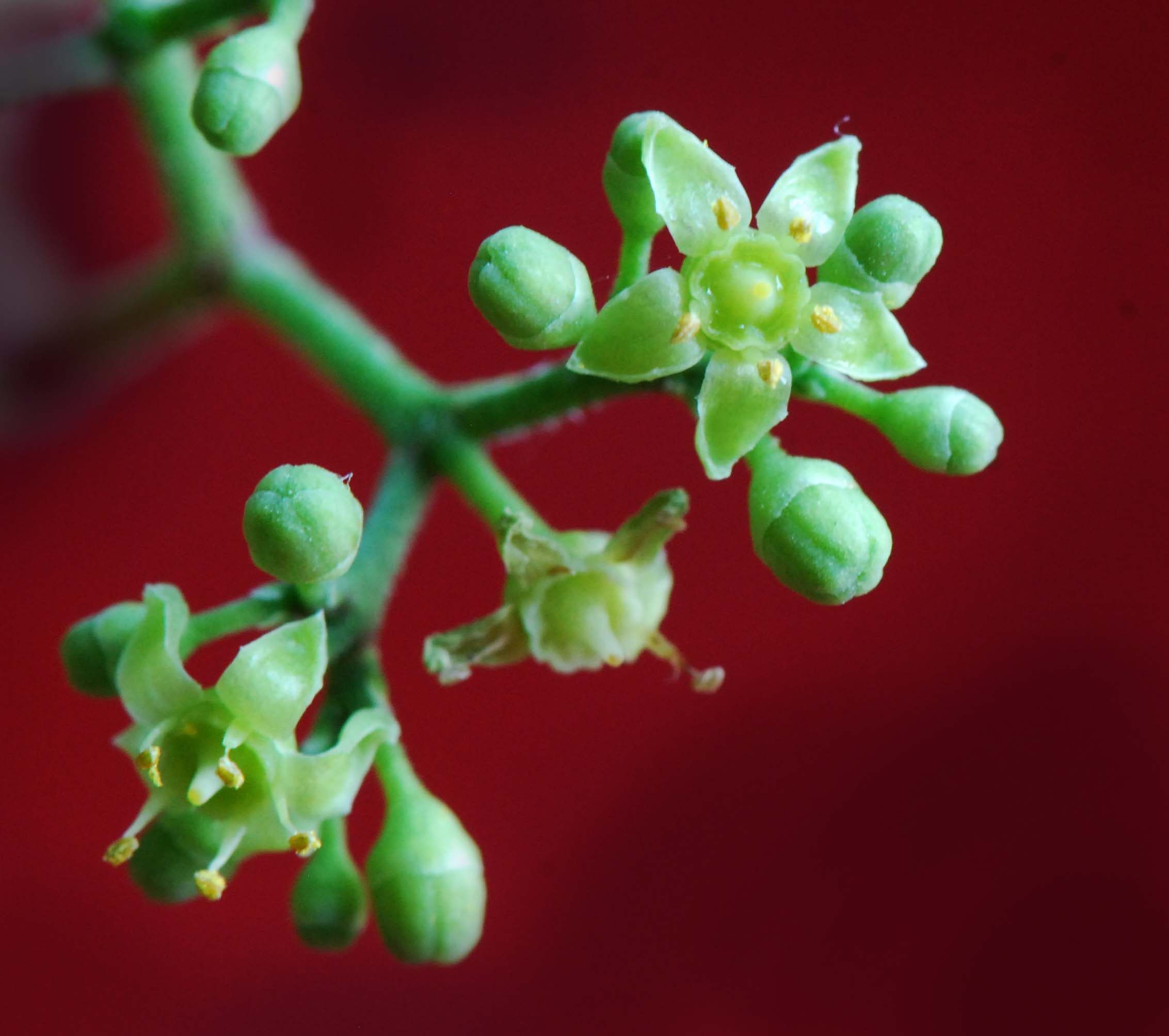
Fleurs aux pétales libres
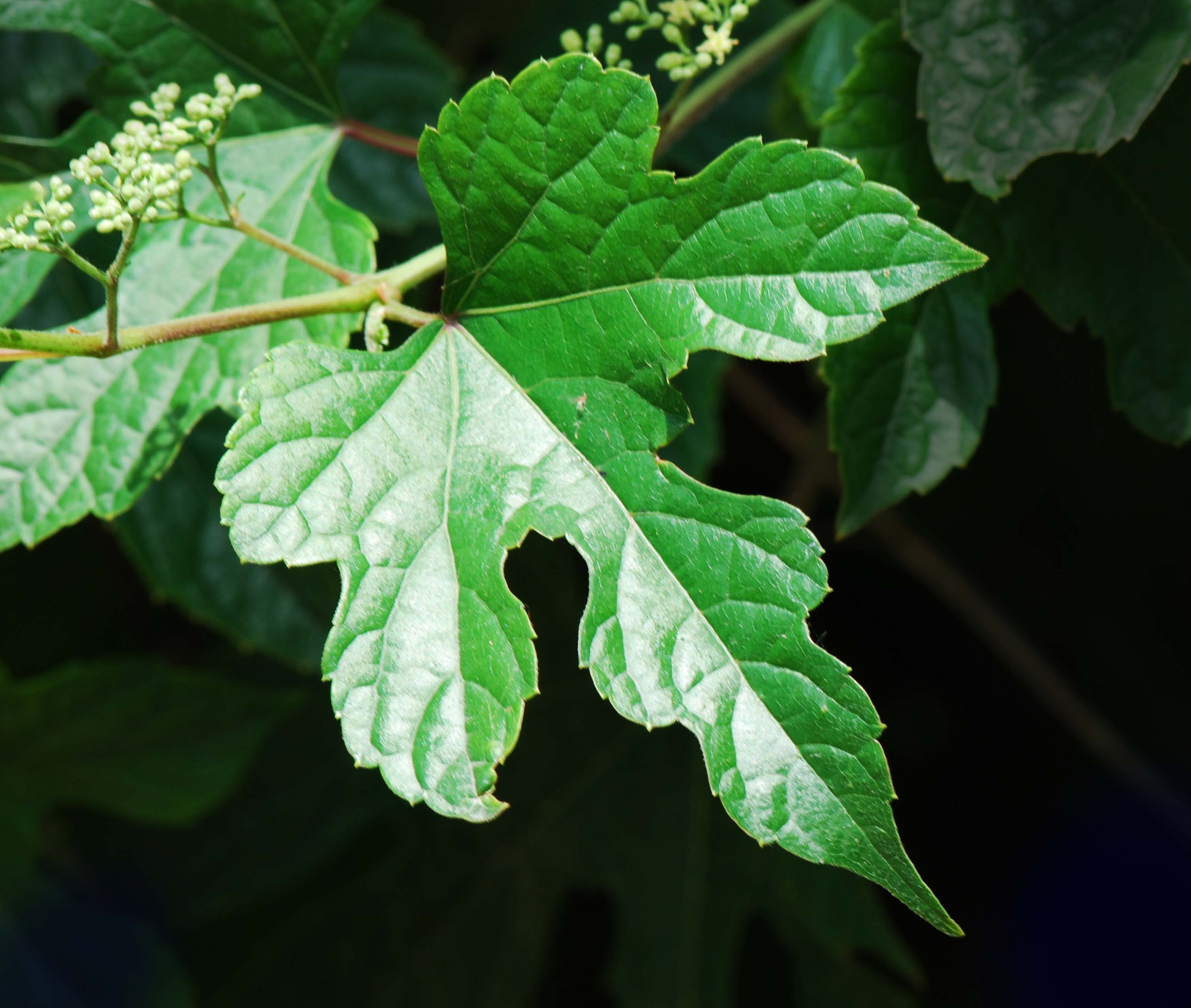
Feuille découpée et cyme corymbiforme
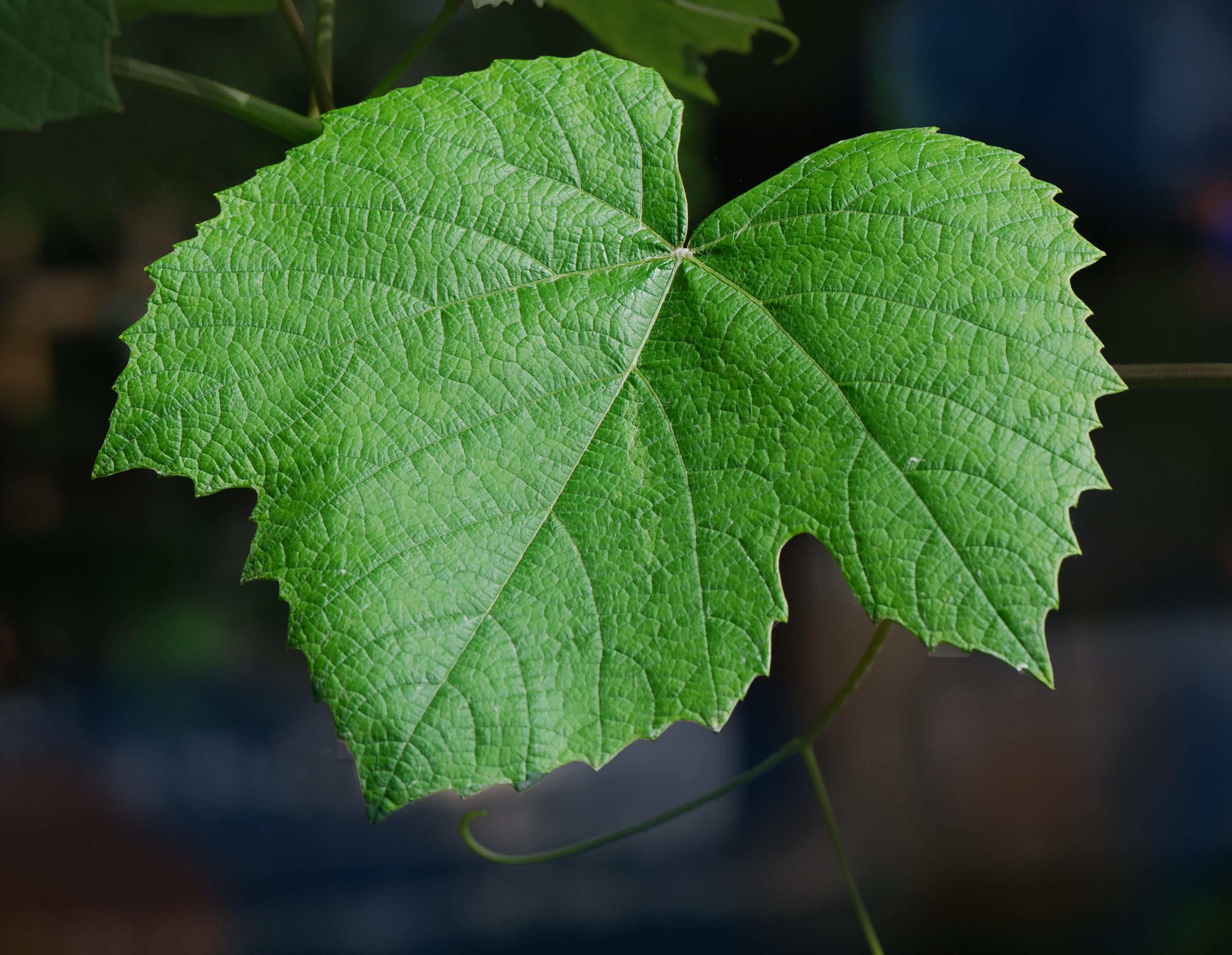
Feuille peu découpée

## Écologie
Cette vigne vierge pousse dans les forêts où elle s’accroche aux arbres et arbustes.
On la trouve dans la Chine du Nord-Est (Heilongjiang, Jilin, Liaoning), en Corée, Sibérie et au Japon.
Elle fut introduite en 1870 aux États-Unis où elle est devenue invasive dans 13 États du Nord-Est (du New-Hampshire à la Géorgie). Sa croissance très rapide la rend difficile à contrôler.

## Propriétés
Des études phytochimiques ont montré que les racines d’Ampelopsis brevipedunculata contenaient des polyphénols pharmacologiquement très intéressants : (-)-épicatéchine, pallidol, picéide, resvératroloside ainsi que des oligostilbènes nommés "ampélopsines" A, B, C, D, E, H,. Il semblerait que la (+)-ε-viniférine soit un précurseur important de ces ampélopsines.
Ces études ont montré que l’ampélopsine E et la cis-ampélopsine E avaient des activités antihépatotoxiques notables.

## Utilisation
Ampelopsis brevipedunculata est une liane vigoureuse et très décorative plantée dans les jardins des zones tempérées. Elle sert à garnir les murs et les tonnelles.
La variété A. brevipedunculata ‘Elegans’ est moins vigoureuse que l’espèce type. Elle a des feuilles plus petites, marbrées de blanc et de rose et elle est plus sensible au gel.
En Chine, la tige feuillée et les racines sont utilisées comme matière médicale. Le fruit serait aussi vinifiable.